# Corybas despectans
Corybas despectans är en orkidéart som beskrevs av David Lloyd Jones och R.C.Nash. Corybas despectans ingår i släktet Corybas, och familjen orkidéer. Inga underarter finns listade i Catalogue of Life.